# Lauri Ylönen
Lauri Johannes Ylönen (Helsínquia, 23 de abril de 1979) é o vocalista e compositor da banda The Rasmus.
Juntamente com o seu colega Pauli são os produtores das bandas finlandesas Kwan, von Hertzen Brothers e Happiness.

## Biografia
Desde muito jovem, Lauri começou a tocar guitarra e piano, e sua irmã disse que tinha uma voz boa e que deveria cantar em vez de ser o baterista, que era a sua primeira escolha. Ele deixou os estudos para dedicar-se exclusivamente à música. Na banda, é o que melhor fala inglês. 
Lauri não é uma pessoa religiosa, mas crê em algo superior. Teve um filho em abril de 2008, o nome é Julius.
Descreve-se como impulsivo, calmo e difícil de lidar. Possui 1,69 de altura.
Suas bandas favoritas são:The Beatles, Weezer, Red Hot Chili Peppers, Muse, Metallica, Kent, Depeche Mode e Nirvana mas sua musa é Björk. Adora comida tailandesa, portuguesa, italiana e mexicana. Gosta de cozinhar e comidas bem apimentadas. Sua mãe chama-se Liisa (dona de casa, religiosa), seu pai Matti (funcionário público), e sua irmã, 3 anos mais velha, Hanna (médica).
Seus filmes preferidos são: Dançando no Escuro (com a Björk no papel principal), O Corvo com Brandon Lee e filmes de Hitchcock. 
Suas cores favoritas são azul escuro e preto. Lauri fuma desde os 16 anos ("Marlboro Mint"). Tem uma tatuagem no antebraço direito da palavra "Dynasty" e no ombro esquerdo tem uma imagem de Björk em forma de cisne (Lauri considera este como um talismã).
A música Smash foi escrita sobre um amigo de Lauri que morreu de overdose de heroína. 
É ele que escreve as músicas. E umas das suas canções favoritas são Immorta, Sail Away e Funeral Song. 
Lauri entende-se particularmente bem com todos os membros da sua banda pois são, como ele próprio descreve, a sua segunda família, mas considera o Aki (o baterista da banda) o seu "Friend Equal Soul".
Em 3 de Novembro de 2005, os The Rasmus ganharam o prémio do Melhor Artista Finlandês no MTV Europe Music Awards 2005, realizado no Pavilhão Atlântico, em Lisboa. E a música Sail Away do álbum Hide from the Sun esteve em primeiro lugar nos Tops portugueses e brasileiros da MTV (fonte MTV)
No ano de 2006, em sociedade com o amigo e também companheiro de banda, Pauli Rantasalmi, Lauri criaram a Dynasty Recordings. Atualmente promovem Bandas como os Kwan, Happiness e outras boas bandas em grande ascensão na Finlândia.
Lauri Ylönen lançou um álbum solo, intitulado New World, em março de  2011. Ele afirmou que queria várias músicas, que não se encaixam tanto no estilo musical do The Rasmus, e que o  disco seria lançado como um registro importante do que uma demo ou algo parecido. O álbum foi auto-produzido com sua gravadora Dynasty Recordings.
Após uma pequena turnê solo, Lauri e o grupo retomam os trabalhos, e lançam novo álbum da banda como nome homônimo, em abril de 2012.

## Discografia
Em carreira solo
New World
Com The Rasmus